# María Chiquita
María Chiquita è un comune (corregimiento) della Repubblica di Panama situato nel distretto di Portobelo, provincia di Colón. Si estende su una superficie di 90,5 km² e conta una popolazione di 2.415 abitanti (censimento 2010).